# 屈氏真巨口魚
屈氏真巨口魚（学名：Eustomias trewavasae）为輻鰭魚綱巨口鱼目巨口鱼科的其中一種。分布於澳洲及紐西蘭海域，為深海魚類，棲息深度可達1000公尺，體長可達26公分。

## 扩展阅读
維基物種上的相關：屈氏真巨口魚